# Caverns of the Lost Miner
Caverns of the lost miner je česká počítačová hra z roku 2007 určená pro 8bitové počítače Atari (Atari 800XL a kompatibilní stroje). Jde o jednoduchou kombinaci plošinovky a logické hry.

Úkolem hráče je projít třináct jeskyní, překonat všechny překážky a posbírat všechny diamanty.
Hra je zajímavá na svojí dobu neobvyklým způsobem vývoje – byla vyvinuta v jazyce C (překladač cc65) s některými rutinami v assembleru 6502. Zdrojový kód hry je volně ke stažení. První tři verze hry (A, B a C) používaly plně grafický režim zobrazení. Poslední vydaná verze D používá textový režim pro grafiku s více barvami a rychlejším překreslováním obrazovky.
Verze C hry byla vydána v disketovém magazínu FLOP číslo 50 včetně popisu ovládání a povídání o procesu vývoje.
V roce 2015 bylo vydáno vylepšené pokračování hry nazvané Curse of the Lost Miner.